# Tabatinga (Amazonas)
Tabatinga, amtlich Município de Tabatinga, ist eine Gemeinde im brasilianischen Bundesstaat Amazonas mit über 68.500 Einwohnern.

## Namensherkunft
Tabatinga ist ein Wort aus der Sprache der Tupi und bedeutet weißer Ton oder weißer Lehm, den die Indianer vermutlich im Flussbett gefunden haben. Auf Tupí-Guaraní bedeutet das Wort kleines Haus.

## Geographie
Das Gemeindegebiet umfasst 3342 km². Die Stadt liegt am Amazonas, der hier noch Rio Solimões heißt, direkt im Dreiländereck zwischen Brasilien, Kolumbien und Peru (auch Tres Fronteras genannt). Nördlich von Tabatinga, am gleichen Ufer, liegt die kolumbianische Grenzstadt Leticia, die südlichste Stadt Kolumbiens. Die Grenze verläuft über die Avenida da Amizade (de: Straße der Freundschaft). Im Gegensatz zum größten Teil des Bundesstaats Amazonas gehört Tabatinga zur selben Zeitzone wie Kolumbien und der Bundesstaat Acre (UTC -5).
| \| \|          |
| Tres Fronteras |
|                |

## Geschichte
Tabatinga wurde als Grenzposten in der ersten Hälfte des 18. Jahrhunderts von Fernando da Costa Teives gegründet, um die damalige spanisch-portugiesische Grenze zu schützen.
Bis 1981 war Tabatinga Teil der Gemeinde Benjamin Constant. Durch eine Verfassungsänderung wurde Tabatinga zu einer eigenständigen Gemeinde.
Seit 1991 ist Tabatinga Sitz des römisch-katholischen Bistums Alto Solimões, das auf eine 1910 errichtete Apostolische Präfektur zurückgeht. Hauptkirche ist die Catedral Nossa Senhora do Perpétuo Socorro (Kathedrale „Unsere Liebe Frau von der immerwährenden Hilfe“).

## Demografie

### Bevölkerungsentwicklung
| Jahr | Einwohner | Stadt  | Land   |
| --- | --------- | ------ | ------ |
| 1991 | 27.923    | 19.822 | 8.101  |
| 2000 | 37.919    | 26.637 | 11.282 |
| 2010 | 52.279    | 36.371 | 15.908 |
| 2021 | 68.502    | ?      | ?      |
| Die zur Anzeige dieser Grafik verwendete Erweiterung wurde dauerhaft deaktiviert. Wir arbeiten aktuell daran, diese und weitere betroffene Grafiken auf ein neues Format umzustellen. (Mehr dazu) |           |        |        |

Quelle: IBGE (2011)

### Ethnische Zusammensetzung
Ethnische Gruppen nach der statistischen Einteilung des IBGE (Stand 2000 mit 37.919 Einwohnern, Stand 2010 mit 52.272 Einwohnern):
| Gruppe*     | Anteil 2000      | Anteil 2010          | Anmerkung                        |
| ----------- | ---------------- | -------------------- | -------------------------------- |
| Brancos     | 5.650 (14,90 %)  | ▲ 6.375 (12,20 % ▼)  | Weiße, Nachfahren von Europäern  |
| Pardos      | 23.426 (61,78 %) | ▲ 29.365 (56,18 % ▼) | Mischrassige, Mulatten, Mestizen |
| Pretos      | 772 (2,04 %)     | ▲ 1.342 (2,57 % ▲)   | Schwarze                         |
| Amarelos    | 79 (0,21 %)      | ▲ 216 (0,41 % ▲)     | Asiaten                          |
| Indígenas   | 7.255 (19,13 %)  | ▲ 14.974 (28,56 % ▲) | indigene Bevölkerung             |
| ohne Angabe | 735              | –                    |                                  |

*) Anmerkung: Das IBGE verwendet für Volkszählungen ausschließlich diese fünf Gruppen. Es verzichtet bewusst auf Erläuterungen. Die Zugehörigkeit wird vom Einwohner selbst festgelegt.

## Wirtschaft
Die wirtschaftlichen Hauptzweige sind Fischfang und Landwirtschaft. Der Riesenantennenwels ist die am häufigsten gefangene Fischart. Landwirtschaftliche Erzeugnisse sind in der Mehrzahl Bananen und Maniok.
Um die Entwicklung der Grenzregion zu beschleunigen, wurde gemeinsam mit der kolumbianischen Regierung im Dezember 1989 die Freihandelszone Tabatinga geschaffen.

## Tourismus und Verkehr
Der Tourismus beginnt sich langsam zu entwickeln, da Tabatinga, umgeben von dichtem Urwald, auf dem Landweg nicht erreichbar ist. Touristen, fast die Hälfte von ihnen Kolumbianer, interessieren sich hauptsächlich für Ausflüge in den Regenwald und Flussfahrten.
Da Tabatinga und Leticia direkt aneinandergrenzen und praktisch zusammengewachsen sind, ist ein grenzübergreifender Tourismus entstanden. Viele Besucher aus den USA und Europa unternehmen Tagesausflüge in den Nationalpark Amacayacu, der ca. 60 km nördlich von Leticia liegt. Für diese Ausflüge wurde ein kolumbianisches Konsulat in der Stadt errichtet.
Tabatinga ist auf dem Luftweg erreichbar, der städtische Flughafen Tabatinga, der Aeroporto Internacional de Tabatinga, befindet sich drei Kilometer südlich vom Stadtzentrum entfernt. Am 12. Juni 1982 fand hier ein Flugunfall mit einer Fairchild F-27 statt, bei dem sämtliche 44 Passagiere ums Leben kamen.
Es bestehen regelmäßige Fähr- und Schiffsverbindungen nach Manaus, mit Schnellbooten kann man das peruanische Iquitos erreichen.
Es gibt keinen öffentlichen Personennahverkehr. Als Fortbewegungsmittel sind Motorradtaxis sehr beliebt.

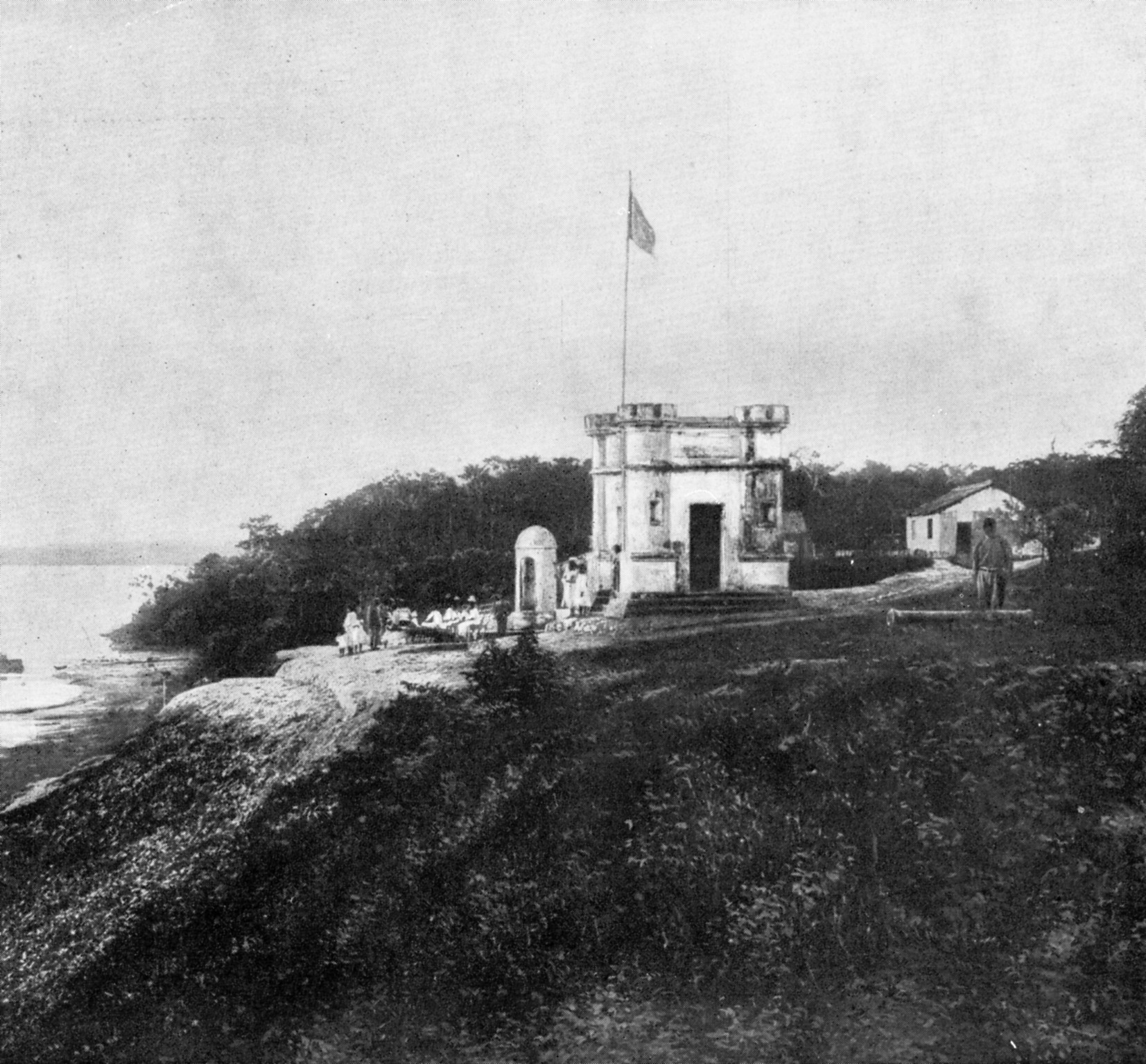
Grenzposten Tabatinga in den 1920er Jahren
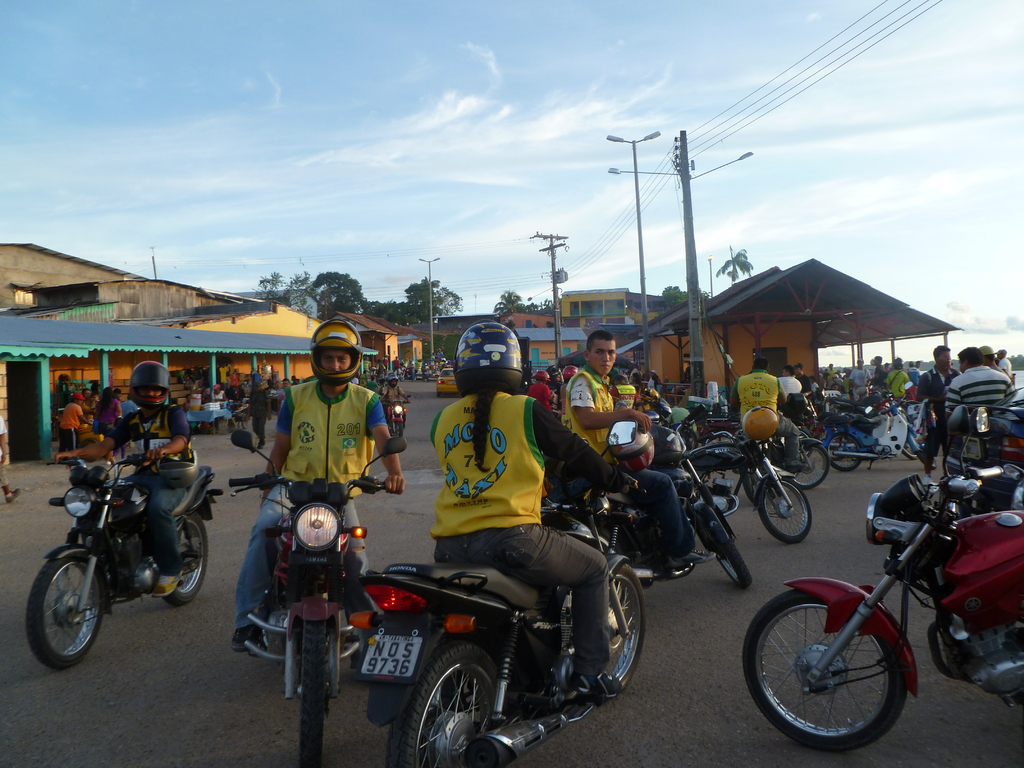
Motorradtaxis in Tabatinga

## Söhne und Töchter der Stadt
- Aloísio Ariovaldo Amaral (1919–1994), katholischer Geistlicher, Bischof von Campanha
- Raimundo Carvalho Caldas (* 1960), Kommunalpolitiker
- Francisco Carlos da Silva (* 1955), katholischer Geistlicher, Bischof von Jaú